# أسطول غواصات يو الخامس والعشرون
أسطول غواصات يو الخامس والعشرون ( (بالألمانية: 25. Unterseebootsflottille)‏ Unterseebootsflottille تشكل) في دانزيغ في أبريل 1940 كا أسطول تدريب.
لقد غير قواعده عدة مرات طوال الحرب. بين يونيو 1941 وسبتمبر 1941 انتقل إلى تروندهايم. ثم تم نمقله إلى ميميل ثم إلى ليباو. في نهاية عام 1944 تم نقلها مرة أخرى إلى غدينيا ثم في عام 1945 انتقل إلى Travemünde.
كان يسمى الأسطول في الأصل 2. Unterseebootsausbildungsflottille حتى يوليو 1940 عندما تمت إعادة تسمية 25. Unterseebootsflottille.

## قادة الأسطول
- Korvettenkapitän Ernst Hashagen (أبريل 1940 إلى 1941)
- Korvettenkapitän Karl Jasper (ديسمبر 1941 - أغسطس 1943)
- Fregattenkapitän Karl Neitzel (i. الخامس) (أغسطس 1943 - ديسمبر 1943)
- Korvettenkapitän Robert Gysae (ديسمبر 1943 - أبريل 1945)
- Korvettenkapitän Georg-Wilhelm Schulz (أبريل 1945-8 مايو 1945)